# لای‌تالا (شهرستان قره‌کولجه)
لای‌تالا (به لاتین: Ylay-Talaa) یک منطقهٔ مسکونی در قرقیزستان است که در شهرستان قره‌کولجه واقع شده‌است. لای‌تالا ۶٬۵۵۹ نفر جمعیت دارد و ۱٬۳۵۰ متر بالاتر از سطح دریا واقع شده‌است.